# Mariestad BoIS HC
Le Mariestad BOIS Hockey est un club de hockey sur glace de Mariestad en Suède. Il évolue en Hockeyettan, le troisième échelon suédois.

## Historique
Le club est créé en 1947.

## Palmarès
- Aucun titre.